# Liga Futebol Amadora Primeira Divisão 2016
Die Liga Futebol Amadora Primeira Divisão 2016 war die erste Spielzeit der höchsten osttimoresischen Fußballliga. Die Saison begann am 25. Februar und endete am 24. Juli 2016. Meister wurde Sport Laulara e Benfica.

## Modus
Die Vereine spielten ein Doppelrundenturnier aus, womit sich insgesamt 14 Spiele pro Mannschaft ergeben. Es wurde nach der 3-Punkte-Regel gespielt (drei Punkte pro Sieg, ein Punkt pro Unentschieden). Die Tabelle wurde nach den folgenden Kriterien bestimmt:
1. Anzahl der erzielten Punkte
2. Tordifferenz aus allen Spielen
3. Anzahl Tore in allen Spielen

Am Ende der Saison stiegen die zwei Vereine mit den wenigsten Punkten in die zweitklassige Segunda Divisão ab.

## Teilnehmer
Alle acht Teilnehmer hatten zuvor schon an der Super Liga, der ehemaligen höchsten Liga Osttimors teilgenommen. Die Vereine hatten sich von Dezember 2015 bis Januar 2016 in einem Qualifikationsturnier, einem einfachen Rundenturnier, durchgesetzt und sich so für diese Spielzeit qualifiziert.
| Verein                  | Heimatort, Gemeinde |
| ----------------------- | ------------------- |
| Académica FC            | Dili, Dili          |
| Aitana FC               | Dili, Dili          |
| Carsae FC               | Dili, Dili          |
| DIT FC                  | Dili, Dili          |
| Karketu Dili            | Dili, Dili          |
| AS Ponta Leste          | Dili, Dili          |
| FC Porto Taibesse       | Dili, Dili          |
| Sport Laulara e Benfica | Laulara, Aileu      |

## Abschlusstabelle

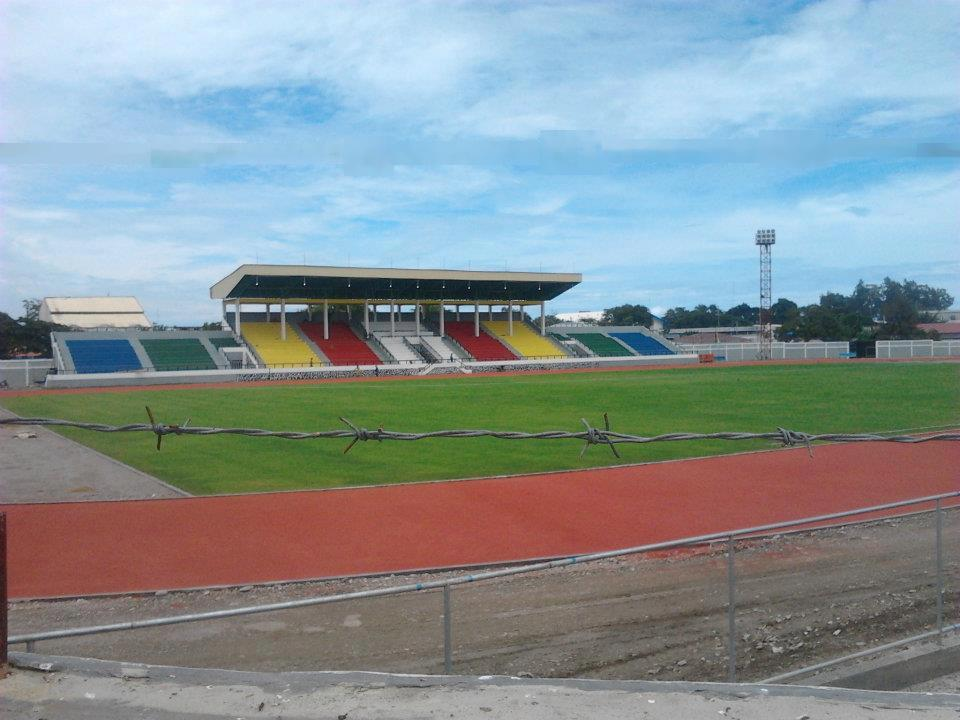
Austragungsort, das Nationalstadion von Osttimor

| Pl. | Verein                  | Sp. | S | U | N | Tore    | Diff. | Punkte |
| --- | ----------------------- | --- | - | - | - | ------- | ----- | ------ |
| 1.  | Sport Laulara e Benfica | 14  | 5 | 6 | 3 | 022:180 | +4    | 21     |
| 2.  | Karketu Dili            | 14  | 5 | 6 | 3 | 018:140 | +4    | 21     |
| 3.  | FC Porto Taibesse       | 14  | 6 | 3 | 5 | 016:160 | ±0    | 21     |
| 4.  | Académica FC            | 14  | 5 | 5 | 4 | 018:170 | +1    | 20     |
| 5.  | AS Ponta Leste          | 14  | 6 | 2 | 6 | 016:180 | −2    | 20     |
| 6.  | Carsae FC               | 14  | 5 | 4 | 5 | 017:150 | +2    | 19     |
| 7.  | DIT FC                  | 14  | 4 | 5 | 5 | 016:160 | ±0    | 17     |
| 8.  | Aitana FC               | 14  | 3 | 3 | 8 | 016:250 | −9    | 12     |

| Zum Saisonende 2016:                                                                                      |
| Osttimoresischer Meister: Sport Laulara e Benfica Abstieg in die Segunda Divisão 2017: DIT FC & Aitana FC |